# Isla de Escombreras

La isla de Escombreras es una isla española que se sitúa en la entrada de la bahía de Cartagena (Región de Murcia) y del puerto de Escombreras. Tiene 4 hectáreas de superficie escarpada y pedregosa. Cuenta con un pequeño embarcadero, una playa y alguna vieja construcción. Es rica en hallazgos arqueológicos, entre ellos los restos de un templo griego en honor a Heracles (por eso se conocía en esa época como la isla de Heracles). También se encontraron restos de fabricación de salazones y de actividad industrial de la época romana. Es posible que en ella se fabricara garo, como indican esos restos y el propio topónimo de la isla (del latín Scombraria, de scomber 'tipo de pescado identificado con la caballa', con cuyas entrañas se fabricaba esa salsa). También se encontraron restos fenicios y una necrópolis romana. 

## Valores naturales

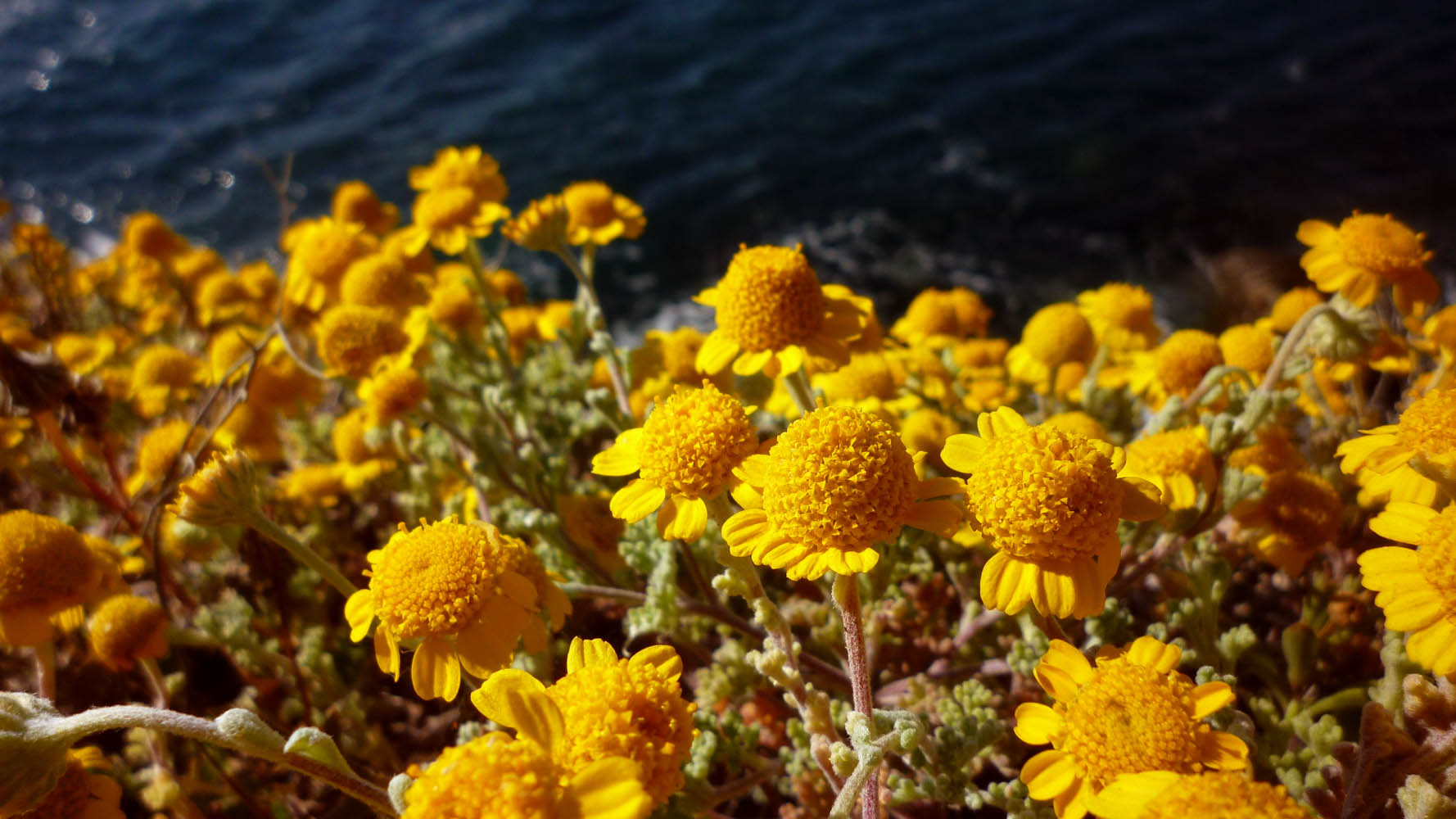
manzanilla de Escombreras.

La isla contiene una de las dos únicas poblaciones ibéricas de la manzanilla de Escombreras (Anthemis chrysantha), especie en peligro crítico de extinción. 
La isla está protegida dentro del espacio denominado Islas e Islotes del Litoral Mediterráneo de la Región de Murcia con la categoría de LIC.